# Episodi di The Walking Dead (seconda stagione)
La seconda stagione della serie televisiva The Walking Dead, composta da tredici episodi, è stata trasmessa in prima visione negli Stati Uniti d'America dall'emittente AMC dal 16 ottobre 2011. La stagione è divisa in due parti: i primi 7 episodi sono stati trasmessi fino al 27 novembre 2011, mentre i rimanenti 6 sono andati in onda dal 12 febbraio al 18 marzo 2012.
In Italia la stagione è andata in onda in prima visione sul canale satellitare Fox dal 17 ottobre 2011, proposta il giorno seguente la messa in onda originale. La prima parte è terminata il 28 novembre 2011, mentre la seconda è ripresa il 13 febbraio 2012 e si è conclusa il 19 marzo dello stesso anno.
| nº | Titolo originale         | Titolo italiano         | Prima TV USA     | Prima TV Italia  |
| -- | ------------------------ | ----------------------- | ---------------- | ---------------- |
| 1  | What Lies Ahead          | La strada da percorrere | 16 ottobre 2011  | 17 ottobre 2011  |
| 2  | Bloodletting             | Sangue del mio sangue   | 23 ottobre 2011  | 24 ottobre 2011  |
| 3  | Save the Last One        | Sopravvivere            | 30 ottobre 2011  | 31 ottobre 2011  |
| 4  | Cherokee Rose            | La rosa Cherokee        | 6 novembre 2011  | 7 novembre 2011  |
| 5  | Chupacabra               | Ritrovamenti            | 13 novembre 2011 | 14 novembre 2011 |
| 6  | Secrets                  | Segreti                 | 20 novembre 2011 | 21 novembre 2011 |
| 7  | Pretty Much Dead Already | Muore la speranza       | 27 novembre 2011 | 28 novembre 2011 |
| 8  | Nebraska                 | Nebraska                | 12 febbraio 2012 | 13 febbraio 2012 |
| 9  | Triggerfinger            | Grilletto facile        | 19 febbraio 2012 | 20 febbraio 2012 |
| 10 | 18 Miles Out             | Scelte                  | 26 febbraio 2012 | 27 febbraio 2012 |
| 11 | Judge, Jury, Executioner | La sentenza             | 4 marzo 2012     | 5 marzo 2012     |
| 12 | Better Angels            | Il giustiziere          | 11 marzo 2012    | 12 marzo 2012    |
| 13 | Beside the Dying Fire    | La linea del fuoco      | 18 marzo 2012    | 19 marzo 2012    |

## La strada da percorrere
- Titolo originale: What Lies Ahead
- Diretto da: Ernest Dickerson e Gwyneth Horder-Payton
- Scritto da: Ardeth Bey e Robert Kirkman

### Trama
Rick parla al walkie-talkie sperando che Morgan Jones, l'uomo incontrato nel primo episodio della prima stagione, sia in ascolto. Racconta ciò che è accaduto e chiude la chiamata dicendo che si dirigeranno verso Fort Benning.
Il viaggio dei sopravvissuti sull'autostrada viene interrotto da numerose auto che bloccano la carreggiata. Il camper di Dale, nel frattempo, subisce un nuovo guasto al radiatore. I sopravvissuti decidono di frugare nelle auto abbandonate alla ricerca di cibo e altre cose utili, mentre Dale cerca di riparare alla meglio il tubo del radiatore. Dopo alcuni minuti un'orda di vaganti sembra comparire dal nulla e costringe il gruppo a nascondersi sotto alle vetture e sul camper. T-Dog si ferisce al braccio nel tentativo di nascondersi, ma viene salvato da Daryl che nasconde entrambi tra i cadaveri.
L'orda comincia ad allontanarsi quando Sophia, la figlia di Carol, viene scoperta da due vaganti che la costringono a scappare nel bosco. Rick corre in aiuto della bambina, attira l'attenzione degli zombie dicendo alla bambina di tornare dagli altri. Liberatosi dei due zombie, Sophia non si riesce più a trovare.
Rick e Daryl setacciano il bosco mentre gli altri partecipanti tornano sull'autostrada a continuare la ricerca. Nel frattempo Carl, il figlio di Rick, trova un set di armi da taglio che mostra orgoglioso a Shane il quale lo tratta con insofferenza. Lori chiede spiegazioni a Shane che le confessa di aver deciso di abbandonare il gruppo dopo aver cercato di violentarla al CDC. Al tramonto, Rick e Daryl tornano dal bosco senza risultati.
La mattina, mentre Dale e T-Dog rimangono al camper, gli altri cercano Sophia nel bosco. Durante le ricerche, vengono attirati dal suono di alcune campane: seguendolo arrivano a una chiesa, ma scoprono che il suono era una registrazione programmata con un timer. Lori e Shane sono sul sagrato della chiesa e parlano della partenza di quest'ultimo, senza accorgersi che Andrea li sta ascoltando. Andrea chiede di unirsi a Shane quando se ne andrà. Dal momento che si sta facendo tardi, Rick, Carl e Shane continuano la ricerca nel bosco, mentre gli altri tornano indietro. Durante il cammino i tre vedono un cervo aggirarsi tra le piante. Carl cerca di avvicinarsi per accarezzarlo quando improvvisamente viene colpito da un proiettile.
- Guest star: Melissa McBride (Carol Peletier), IronE Singleton (T-Dog), Madison Lintz (Sophia Peletier).
- Nota: Negli Stati Uniti l'episodio è durato all'incirca 60 minuti, mentre la versione internazionale, trasmessa anche in Italia, è stata ridotta a circa 45 minuti rimuovendo alcune scene. Venerdì 21 ottobre 2011 Fox Italia ha trasmesso l'episodio completo.
- Ascolti USA: telespettatori 7.257.000 [5]

## Sangue del mio sangue
- Titolo originale: Bloodletting
- Diretto da: Ernest Dickerson
- Scritto da: Glen Mazzara

### Trama
In un flashback prima della pandemia, viene mostrata la scena in cui Shane informa Lori che Rick è stato ferito.
Otis, l'uomo che per errore ha colpito Carl, ha indicato a Rick e Shane un luogo dove portare il bambino per cercare di salvarlo. I quattro giungono alla fattoria di Hershel Greene, un veterinario sopravvissuto all'apocalisse zombie che vive con i suoi figli e Patricia, la moglie di Otis. Hershel si adopera immediatamente per salvare Carl.
Intanto, sull'autostrada T-Dog inizia a delirare per la febbre. Dale intuisce che la ferita al braccio di T-Dog è infetta e potrebbe tramutarsi in setticemia se non venisse curata a breve. Sulla via del ritorno, Andrea viene attaccata da uno zombie, ma viene salvata da Maggie, una delle figlie di Hershel, che spiega la situazione e porta Lori con sé alla fattoria di suo padre.
Hershel nel frattempo spiega che non può estrarre i frammenti del proiettile senza un ventilatore polmonare e altre attrezzature mediche. Otis e Shane si offrono volontari per recuperare il necessario che si trova in città. Giunti nei pressi di un liceo dove era stato allestito un ospedale da campo, Otis e Shane s'imbattono in un'orda di zombie. Riescono a trovare le attrezzature e i farmaci per curare Carl, ma sono costretti a rifugiarsi all'interno della scuola perché circondati.
- Guest star: Melissa McBride (Carol Peletier), IronE Singleton (T-Dog), Lauren Cohan (Maggie Greene), Pruitt Taylor Vince (Otis), Emily Kinney (Beth Greene), Scott Wilson (Hershel Greene).
- Altri interpreti: Jane McNeill (Patricia), James Allen McCune (Jimmy), Kelley Davis (Paula).
- Non accreditati: Jim Coleman (Lambert Kendal), Lindsay Edwards (Leon Basset).
- Ascolti USA: telespettatori 6.703.000[6]

## Sopravvivere
- Titolo originale: Save the Last One
- Diretto da: Phil Abraham
- Scritto da: Scott M. Gimple

### Trama
In una prolessi Shane è intento a radersi i capelli. La famiglia Greene e i Grimes aspettano che Otis e Shane portino provviste mediche per Carl; i due però stanno ancora sfuggendo agli zombie. T-Dog viene portato alla fattoria da Glenn, appena in tempo perché si prendano cura della sua ferita. Intanto Daryl e Andrea continuano le ricerche di Sophia, ma invano.
Lori, nel frattempo, sembra aver perso la speranza e si chiede se non sia meglio che il figlio muoia per non soffrire più, ma viene convinta dal marito di sbagliarsi. Alla fine Shane torna con le attrezzature appena in tempo, raccontando che Otis si è sacrificato per farlo fuggire. Hershel può così operare ed estrae i frammenti restanti a Carl, salvandolo. Shane però nasconde un terribile segreto: in realtà ha sparato il suo ultimo colpo a Otis (che prova inutilmente a liberarsi) per farlo divorare dagli zombie, riuscendo così a fuggire mentre quelli erano impegnati.
- Guest star: Melissa McBride (Carol Peletier), IronE Singleton (T-Dog), Lauren Cohan (Maggie Greene), Pruitt Taylor Vince (Otis), Scott Wilson (Hershel Greene).
- Altri interpreti: Jane McNeill (Patricia).
- Ascolti USA: telespettatori 6.095.000[7]

## La rosa Cherokee
- Titolo originale: Cherokee Rose
- Diretto da: Billy Gierhart
- Scritto da: Evan Reilly

### Trama
Il resto del gruppo giunge alla fattoria e viene celebrata una cerimonia in onore di Otis. Come ospiti, però, s'impegnano a rispettare le regole imposte dai Greene, prima fra tutte non utilizzare armi da fuoco nella proprietà per non attirare zombie. Shane chiede a Lori se fosse stata sincera quando gli aveva chiesto di restare e lei risponde di sì. Dale scopre uno zombie in uno dei pozzi della fattoria e insieme agli altri cerca di tirarlo fuori prima che infetti l'acqua, ma senza successo. Daryl è l'unico in condizioni di cercare Sophia e si mette quindi a cercarla da solo. Hershel informa Rick che quando Carl starà meglio dovranno andarsene, ma Rick cerca di convincerlo perché rimangano. Shane, Andrea e Carol tornano sull'autostrada per sapere se per caso la bambina sia tornata lì, poi Shane decide di insegnare a sparare ad Andrea. Glenn e Maggie si recano in una farmacia per cercare medicinali e si abbandonano ai piaceri carnali per mitigare la solitudine. Daryl nel frattempo torna senza Sophia, ma dona a Carol una rosa Cherokee, un fiore legato al sentiero delle lacrime che si dice porti la speranza di ritrovare i cari perduti. Lori nel frattempo si è fatta prendere da Glenn un test di gravidanza e scopre di essere incinta.
- Guest star: Melissa McBride (Carol Peletier), IronE Singleton (T-Dog), Lauren Cohan (Maggie Greene), Emily Kinney (Beth Greene), Scott Wilson (Hershel Greene).
- Altri interpreti: Jane McNeill (Patricia), James Allen McCune (Jimmy).
- Ascolti USA: telespettatori 6.294.000[8]

## Ritrovamenti
- Titolo originale: Chupacabra
- Diretto da: Guy Ferland
- Scritto da: David Leslie Johnson

### Trama
In un flashback poco dopo l'apocalisse, Lori e Shane assistono alla caduta di Atlanta, mentre l'esercito sgancia napalm sulle strade. Nel presente, Rick, Shane, T-Dog, Andrea, Daryl e Jimmy della famiglia Greene continuano le ricerche di Sophia. Shane, durante la perlustrazione con Rick, confessa che lui dà la bambina per spacciata e ricorda all'amico che un leader deve compiere scelte difficili. Glenn, intanto, confuso per il comportamento di Maggie che ora lo tratta male, scopre che Lori è incinta. Daryl, nel frattempo, durante la ricerca trova la bambola di Sophia lungo un fiume, ma appena si rimette in marcia, un serpente spaventa il suo cavallo che lo disarciona, facendolo cadere per la scarpata fino al fiume. Un dardo della sua balestra gli si conficca nel fianco e rimane ferito alla testa. Dopo aver tentato di risalire ed essere nuovamente caduto, Daryl ha un'allucinazione di suo fratello Merle, che lo prende in giro perché convinto di aver visto un chupacabra in quei boschi, e lo avverte che gli altri non sono suoi amici. Daryl si riprende mentre due zombie lo stanno aggredendo; liberatosi di loro, risale la scarpata mentre ha una nuova allucinazione del fratello che continua a istigarlo, finché non arriva in cima. Alla fattoria Hershel si lamenta con Rick che Daryl ha preso un suo cavallo senza chiedere il permesso, così come lo stesso ha fatto Jimmy prima di unirsi alle ricerche. Al tramonto, Andrea avvista uno zombie in avvicinamento e decide di sparargli, ma è solo Daryl ferito. Fortunatamente viene colpito solo di striscio, e viene soccorso dagli altri che lo fanno medicare da Hershel. A cena, Maggie chiede tramite un biglietto un nuovo appuntamento a Glenn e il ragazzo decide per il fienile. Glenn dopo la cena entra nel fienile e lo trova pieno di zombie, ma mentre sta per fuggire viene raggiunto da Maggie.
- Guest star: Melissa McBride (Carol Peletier), IronE Singleton (T-Dog), Madison Lintz (Sophia Peletier), Lauren Cohan (Maggie Greene), Michael Rooker (Merle Dixon), Emily Kinney (Beth Greene), Scott Wilson (Hershel Greene).
- Altri interpreti: Jane McNeill (Patricia), James Allen McCune (Jimmy), Adam Minarovich (Ed Peletier).
- Ascolti USA: telespettatori 6.124.000[9]

## Segreti
- Titolo originale: Secrets
- Diretto da: David Boyd
- Scritto da: Angela Kang

### Trama
Mentre continuano le ricerche di Sophia, Shane insegna a sparare a chi non è ancora capace, Glenn confessa a Dale che Lori è incinta e che ci sono zombie nel fienile, nonostante la richiesta di silenzio di Maggie. Dale ne parla con Hershel, che si dimostra irremovibile perché tra quegli zombie ci sono sua moglie e il suo figliastro; inoltre, lui considera i morti viventi come semplici malati, e trova sbagliato ucciderli. Lori scopre da Hershel che lui vuole che se ne vadano presto, e rimprovera il marito per non avergliene parlato. Glenn intanto cerca di convincere Lori a parlare con il marito e si offre per andare in città a prendere qualunque cosa abbia bisogno. Torna così alla farmacia insieme a Maggie, dove vengono attaccati da uno zombie, ma il ragazzo riesce a ucciderlo. Una volta tornati, Glenn consegna a Lori le pillole del giorno dopo che gli aveva chiesto, ma la invita nuovamente a parlarne con Rick. Shane e Andrea, intanto, dopo aver fatto pratica di tiro, si recano in un complesso residenziale per trovare Sophia. Ancora una volta non la trovano e vengono attaccati da alcuni zombie. Andrea impara così a sparare sotto pressione, ed eccitandosi per l'adrenalina, si abbandona anch'essa ai piaceri carnali con Shane. Di ritorno alla fattoria, Dale intuisce l'accaduto e dice a Shane che non è convinto di quello che ha detto sulla fine di Otis, ma viene minacciato in risposta. Lori, intanto, prende gli anticoncezionali, ma se ne pente subito e li vomita. Rick trova la scatola e va a parlarne con la moglie; i due discutono sulla cosa e alla fine Lori confessa anche di avere avuto una relazione con Shane.
- Guest star: Melissa McBride (Carol Peletier), IronE Singleton (T-Dog), Lauren Cohan (Maggie Greene), Emily Kinney (Beth Greene), Scott Wilson (Hershel Greene).
- Altri interpreti: Jane McNeill (Patricia), James Allen McCune (Jimmy).
- Ascolti USA: telespettatori 6.077.000[10]

## Muore la speranza
- Titolo originale: Pretty Much Dead Already
- Diretto da: Michelle MacLaren
- Scritto da: Scott M. Gimple

### Trama
Glenn rivela a tutto il gruppo la presenza degli zombie nel fienile, scatenando una discussione su cosa bisogna fare: da una parte Rick ricorda che sono ospiti, dall'altra Shane vuole ripulire il fienile. Rick decide di parlarne con Hershel, ma lui si dimostra irremovibile e chiede che se ne vadano entro la fine della settimana. L'uomo, fervente credente, viene poco dopo ammonito dalla figlia che gli ricorda il comandamento di Gesù di amare il prossimo come sé stessi. Hershel decide allora di dare una possibilità a Rick, e gli chiede di aiutarlo con un problema. Shane, dopo aver scoperto da Rick che Lori è incinta, ne parla con lei, ma la donna afferma che il figlio è di suo marito. Turbato dalla faccenda, costringe Dale a consegnargli le armi per rendere sicura la fattoria. Nonostante Dale creda abbia ucciso Otis gliele consegna a malincuore. Hershel, Jimmy e Rick intanto si recano nella palude dove due zombie sono rimasti bloccati nel limo, e, con dei bastoni usati per muovere il bestiame, li portano verso il fienile. Quando giungono alla fattoria Shane sbotta e mostra crudamente a Hershel che non sono persone, sparando ripetutamente a uno dei due zombie e mostrando che ancora si regge in piedi. Poi apre il fienile per ripulirlo una volta per tutte. Il gruppo elimina così i numerosi zombie presenti nel fienile tra lo sconcerto di Hershel e le obiezioni di Rick. Dal fienile, però, esce alla fine anche Sophia, divenuta una errante. Nel turbamento generale e la disperazione di Carol, Rick decide di porre fine alle sofferenze della bambina.
- Guest star: Melissa McBride (Carol Peletier), IronE Singleton (T-Dog), Madison Lintz (Sophia Peletier), Lauren Cohan (Maggie Greene), Emily Kinney (Beth Greene), Scott Wilson (Hershel Greene).
- Altri interpreti: Jane McNeill (Patricia), James Allen McCune (Jimmy).
- Non accreditati: Amber Chaney (Annette Greene), Travis Charpentier (Shawn Greene).
- Ascolti USA: telespettatori 6.623.000[11]

## Nebraska
- Titolo originale: Nebraska
- Diretto da: Clark Johnson
- Scritto da: Evan Reilly

### Trama
Hershel e la sua famiglia rimangono sconvolti per ciò che è appena successo, tanto che la figlia Beth si avvicina incautamente ai corpi degli zombi tra i quali si trovava sua madre, ma quella si risveglia tentando di morderla, venendo poi uccisa da Andrea. Mentre i Greene tornano nella fattoria, Shane li insegue incolpandoli di aver fatto continuare le ricerche per Sophia inutilmente nonostante sapessero che si trovava nel fienile, ma Hershel nega ogni cosa, intimando al gruppo di Rick di lasciare immediatamente la sua proprietà. Mentre Rick si sente in colpa per aver messo a repentaglio la vita degli altri per cercare la bambina nel bosco, vengono seppelliti i corpi di Sophia, Annette e Shawn (moglie e figliastro di Hershel) e il resto viene bruciato. Hershel, profondamente segnato dalla vicenda, si allontana per dirigersi al bar dove andava quando beveva ancora. Dopo che Beth ha un malore, Rick e Glenn decidono di andare a cercarlo. Intanto Dale, preoccupato, avvisa Lori che Shane è un uomo molto pericoloso, e le confessa che secondo lui Shane ha sacrificato Otis per potere scappare. Rick e Glenn trovano Hershel, ma questi si rifiuta di seguirli, avendo ormai perso la speranza e avendo compreso che i suoi cari che pensava potessero essere curati, erano già morti. Nel frattempo Lori, preoccupata per il marito, va da Daryl chiedendogli di andarlo a cercare ma, visibilmente offeso, le dice che non ha più intenzione di cercare qualcuno dopo la delusione ottenuta con Sophia. Allora decide di prendere una macchina per raggiungerlo, ma per la strada investe uno zombie e ha un incidente ribaltandosi con la macchina. Rick spiega a Hershel che il suo compito è difendere le sue figlie, riuscendo a convincerlo a tornare alla fattoria. Nel bar entrano però Dave e Tony, due sopravvissuti di Filadelfia che raccontano di numerose speranze di salvezza che si sono rivelate false durante il loro viaggio. Anche Fort Benning è perduto, e i due progettano di andare in Nebraska, che sembra essere messo meglio di altri stati. I due cominciano, però, a insistere per farsi accogliere alla fattoria, e all'ennesimo rifiuto, tentano di ucciderli. Rick, però, si dimostra pronto e fredda i due uomini, non essendosi mai fidato di loro; in questa occasione Rick viola per la prima volta la legge del "non uccidiamo i vivi" che egli stesso aveva enunciato al gruppo, e infatti fino a questo momento si era rifiutato di uccidere sia i vivi incolumi che potessero rappresentare un pericolo per il gruppo sia i vivi che erano stati infettati, ma non uccisi, dagli zombi.
- Guest star: Melissa McBride (Carol Peletier), IronE Singleton (T-Dog), Madison Lintz (Sophia Peletier), Lauren Cohan (Maggie Greene), Emily Kinney (Beth Greene), Michael Raymond-James (Dave), Scott Wilson (Hershel Greene).
- Altri interpreti: Jane McNeill (Patricia), James Allen McCune (Jimmy), Aaron Munoz (Tony), Amber Chaney (Annette Greene).
- Non accreditati: Travis Charpentier (Shawn Greene).
- Ascolti USA: telespettatori 8.100.000[12]

## Grilletto facile
- Titolo originale: Triggerfinger
- Diretto da: Billy Gierhart
- Scritto da: David Leslie Johnson

### Trama
Mentre Rick, Glenn ed Hershel stanno per uscire dal bar, arrivano tre amici di Dave e Tony. Rick cerca di spiegare l'accaduto, ma inizia uno scontro a fuoco. Lori intanto viene attaccata da due zombie, ma riesce a ucciderli e prosegue verso il paese a piedi. Rick, Glenn ed Hershel, bloccati nel bar, cercano di uscire dal retro per raggiungere la macchina, ed Hershel salva la vita a Glenn sparando a uno dei tre aggressori. Lo scontro viene interrotto dall'arrivo degli zombie: gli altri due cercano di fuggire, ma uno scendendo da un tetto rimane con una gamba trafitta da un'inferriata e viene abbandonato dal compagno. I tre decidono invece di non abbandonarlo e lo portano con loro in macchina per fuggire agli zombie. Shane, intanto, va a cercare Lori e la riporta a casa, dicendole che il marito è già tornato. Quando, tornati alla fattoria, Lori scopre la verità, Shane le dice che vuole a tutti i costi proteggerla perché lei è sua come il suo bambino, ed è convinto che lei lo ami. Anche il legame tra Carol e Daryl è andato in frantumi con la morte di Sophia, e quest'ultimo, frustrato, si sfoga con la donna accusandola di non aver protetto la figlia. Al mattino, Rick, Glenn ed Hershel tornano insieme a Randall, il ragazzo ferito, che viene medicato. Il gruppo è nuovamente diviso sul da farsi: Shane e Andrea si sentono fuori dal coro e pensano sia un errore salvare il ragazzo perché potrebbe tornare con altri. Glenn si sente invece inutile, perché Rick ed Hershel gli hanno salvato la vita due volte, mentre lui pensava solo a salvarsi, poiché aveva il terrore che la sua morte facesse soffrire Maggie, che poco prima gli aveva confidato di amarlo (ma Glenn non le aveva risposto). Lori, nel frattempo, informa Rick dei suoi timori: crede che Shane abbia ucciso Otis e pensa che sia pericoloso.
- Guest star: Melissa McBride (Carol Peletier), IronE Singleton (T-Dog), Lauren Cohan (Maggie Greene), Emily Kinney (Beth Greene), Michael Zegen (Randall Culver), Scott Wilson (Hershel Greene), Michael Raymond-James (Dave)[13].
- Altri interpreti: Jane McNeill (Patricia), James Allen McCune (Jimmy), Aaron Munoz (Tony), Philip DeVona (Nate), Keedar Whittle (Sean).
- Ascolti USA: telespettatori 6.890.000[14]

## Scelte
- Titolo originale: 18 Miles Out
- Diretto da: Ernest Dickerson
- Scritto da: Scott M. Gimple e Glen Mazzara

### Trama
Rick e Shane fuggono dagli zombie in un parcheggio, mentre Randall, legato a terra, cerca di liberarsi recuperando un coltello. La scena si sposta a poco tempo prima: Rick e Shane stanno portando Randall, legato e bendato nel bagagliaio dell'auto, lontano dalla fattoria. Rick ne approfitta per spiegare all'amico che sa come sono andate le cose e mette in chiaro che non deve mettersi in mezzo tra sua moglie e i suoi figli. Lori intanto si accorge che Beth ha preso un coltello e teme che voglia suicidarsi; avverte dell'accaduto Maggie e le due sorelle cominciano a discutere animatamente. Anche Andrea e Lori hanno opinioni diverse in merito e le due litigano. Rick e Shane lasciano Randall in un parcheggio legato, con un coltello a poca distanza perché possa in seguito liberarsi. Il ragazzo, nel cercare di convincerli a non abbandonarlo, dice che andava a scuola con Maggie. I due tornano sui loro passi perché temono che sappia comunque dove sia la fattoria. Shane vuole ucciderlo, ma Rick vuole pensarci prima di decidere. I due iniziano a litigare e a lottare, ma vengono interrotti da alcuni zombie. Randall si libera dalle corde e Rick si libera dei suoi inseguitori, ma Shane rimane intrappolato in uno scuolabus assediato dagli zombie. Andrea intanto dà il cambio a Maggie per sorvegliare Beth, ma la lascia subito libera di scegliere se suicidarsi. La ragazza rompe uno specchio per tagliarsi le vene, ma capisce che non vuole veramente morire. Maggie accusa Andrea per il suo comportamento, ma Lori le fa notare che la cosa importante è che ora vuole vivere. Rick e Randall accorrono in soccorso di Shane usando l'auto e portandolo in salvo. Quando sono lontani, Randall viene nuovamente legato e messo nel bagagliaio. Rick ribadisce che vuole riflettere prima di decidere il destino del ragazzo, e intima a Shane di fare un passo indietro se vuole rimanere con il gruppo.
- Guest star: Lauren Cohan (Maggie Greene), Emily Kinney (Beth Greene), Michael Zegen (Randall Culver).
- Ascolti USA: telespettatori 7.040.000[15]

## La sentenza
- Titolo originale: Judge, Jury, Executioner
- Diretto da: Greg Nicotero
- Scritto da: Angela Kang

### Trama
Daryl picchia Randall per farsi dare informazioni sui suoi compagni. Il giovane gli riferisce che sono circa trenta e che ci sono anche donne e bambini. Randall racconta anche che una volta hanno incontrato un padre con le sue due figlie adolescenti e i suoi compagni hanno violentato le giovani lasciando che il genitore assistesse, ma aggiunge di non essere come loro. Sentito il resoconto, Rick decide che sia opportuno giustiziare Randall, così dà a tutti appuntamento per una riunione al tramonto, per la sentenza. Dale incomincia a cercare di convincere tutti a cambiare idea. Shane propone ad Andrea di prendere il comando, ma lei si dimostra perplessa. Carl, intanto, vagando per il bosco annoiato, incontra uno zombie bloccato nel fango; si avvicina per guardarlo meglio e tentare di sparargli, ma lo zombie riesce a liberarsi e lo costringe a fuggire. Hershel, nel frattempo, dà il suo benestare a Glenn regalandogli l'orologio di suo nonno. Arriva il tramonto e tutto il gruppo si riunisce alla fattoria per decidere la sorte di Randall. Dale cerca di convincere nuovamente tutti, spiegando che se lo giustizieranno valicheranno la soglia tra una società civile e una incivile, ma riesce a far cambiare idea solo ad Andrea. Al momento dell'esecuzione, Carl entra nel fienile per guardare e invita il padre a procedere. Rick, scioccato dalla perdita di innocenza del figlio, risparmia Randall. Dale, intanto, allontanatosi per non voler aver niente a che fare con l'esecuzione viene aggredito dallo zombie che Carl ha involontariamente liberato. Gli altri arrivano in suo soccorso, ma Dale è stato gravemente ferito e sta agonizzando. Daryl, vista l'esitazione di Rick, pone fine alle sofferenze dell'uomo.
- Guest star: Melissa McBride (Carol Peletier), IronE Singleton (T-Dog), Lauren Cohan (Maggie Greene), Emily Kinney (Beth Greene), Michael Zegen (Randall Culver), Scott Wilson (Hershel Greene).
- Altri interpreti: Jane McNeill (Patricia), James Allen McCune (Jimmy).
- Ascolti USA: telespettatori 6.771.000[16]

## Il giustiziere
- Titolo originale: Better Angels
- Diretto da: Guy Ferland
- Scritto da: Evan Reilly e Glen Mazzara

### Trama
Rick, al funerale di Dale, tiene un appassionato discorso che invita il gruppo a restare unito. Decide poi che lui e Daryl porteranno Randall lontano come nel piano originale. Il gruppo intanto si trasferisce all'interno della fattoria per maggiore sicurezza. Mentre Glenn e Andrea ricordano con commozione Dale e Rick parla al figlio che si sente in colpa per la morte dell'uomo, Lori ringrazia Shane per quello che ha fatto, ma lo invita a desistere. Quest'ultimo, preleva senza farsi vedere Randall dal fienile, e lo conduce nel bosco facendogli credere che voglia unirsi al suo gruppo. Appena gli gira le spalle, Shane gli spezza il collo, poi si ferisce volontariamente contro un albero e torna dagli altri che intanto hanno trovato il fienile vuoto. Shane racconta che ha inseguito il ragazzo fuggito, ma che è stato colpito con un sasso e si è preso la sua pistola. Rick, Shane, Daryl e Glenn vanno così alla ricerca di Randall. Daryl trova le tracce e capisce che Shane è stato a fianco al ragazzo per più di quanto abbia detto, poi con Glenn si imbatte in Randall, diventato zombie. I due se ne sbarazzano, ma Daryl si rende conto che non è stato morso, bensì è morto per la rottura del collo e non capisce come possa essere diventato così. Rick, ritornato nelle vicinanze della fattoria con Shane, capisce che l'amico vuole ucciderlo. Questi svela il suo piano: dirà che Rick è stato ucciso da Randall, a cui poi ha spezzato il collo. I due discutono per l'ennesima volta e Rick afferma di non voler uccidere l'amico, che si troverà costretto a uccidere un uomo disarmato. Si avvicina a Shane porgendogli la pistola, ma fulmineamente estrae un coltello e lo pugnala al cuore, maledicendolo per ciò a cui l'ha costretto. Carl arriva sul posto e punta la pistola verso il padre incredulo. Mentre Rick cerca di spiegare l'accaduto, il figlio spara, uccidendo però Shane, rianimatosi come zombie. Intanto, un'orda di zombie si avvicina alla fattoria attirata dagli spari.
- Guest star: Melissa McBride (Carol Peletier), IronE Singleton (T-Dog), Lauren Cohan (Maggie Greene), Emily Kinney (Beth Greene), Michael Zegen (Randall Culver), Scott Wilson (Hershel Greene).
- Altri interpreti: Jane McNeill (Patricia), James Allen McCune (Jimmy).
- Ascolti USA: telespettatori 6.888.000[17]

## La linea del fuoco
- Titolo originale: Beside the Dying Fire
- Diretto da: Ernest Dickerson
- Scritto da: Robert Kirkman e Glen Mazzara

### Trama
Ad Atlanta numerosi zombie sono attirati dal passaggio di un elicottero sopra la città che li fa vagare per giorni fino alle vicinanze della fattoria dei Greene. Carl chiede al padre cosa sia successo, ma prima che Rick possa rispondergli si rendono conto della mandria di zombie che si sta avvicinando. Glenn e Daryl sono intanto tornati alla fattoria e raccontano quello che hanno visto, affermando che sicuramente è stato Shane a uccidere Randall. I pensieri vengono interrotti dall'arrivo degli zombie. Carl e Rick non riescono a raggiungere la casa e si rifugiano nel fienile, dandogli poi fuoco per eliminare alcuni zombie e attirarli lontano dalla casa. Intanto, Daryl, Andrea, T-Dog, Glenn, Maggie e Jimmy usano le automobili e le armi nel tentativo di attirare gli zombie lontano. I morti viventi sono però troppi, Jimmy e Patricia vengono divorati dagli zombie e il gruppo si divide nel tentativo di fuggire all'orda. Alla mattina, tutti, eccetto Andrea, si ritrovano sull'interstatale dove erano state lasciate le provviste per Sophia. La donna è rimasta appiedata dopo aver salvato Carol, e fugge ancora nel bosco inseguita dagli zombie, ma viene salvata da una misteriosa figura incappucciata e armata di katana che tiene legati due zombie senza braccia e mascella. Il gruppo, nel frattempo, rimane senza benzina con una delle macchine ed è costretto ad accamparsi. Rick svela al gruppo che sono tutti infetti, come gli era stato detto dal Dr. Edwin Jenner al Centro di Controllo delle Malattie (CCM). È per questo che Randall e Shane sono diventati degli zombie sebbene non fossero stati morsi. In seguito, Rick rivela a Lori di essere stato costretto a uccidere Shane e che Carl l'aveva abbattuto dopo che l'uomo si era trasformato; la donna ha una reazione rabbiosa davanti a queste parole, allontanandosi amareggiata dal marito. Ferito per ciò che era successo, Rick dice esplicitamente al gruppo, che lo mette in discussione per le sue scelte, che è meglio rimanere con lui, perché da soli non avrebbero possibilità di farcela, e che da quel momento in poi non vi sarebbe stata più nessuna democrazia. L'episodio si conclude con l'inquadratura che si sposta su un penitenziario fortificato nelle vicinanze.
- Guest star: Melissa McBride (Carol Peletier), IronE Singleton (T-Dog), Lauren Cohan (Maggie Greene), Emily Kinney (Beth Greene), Scott Wilson (Hershel Greene).
- Altri interpreti: Jane McNeill (Patricia), James Allen McCune (Jimmy).
- Ascolti USA: telespettatori 8.991.000[18]